# Annelise Jackbo
Annelise Jackbo (* 4. června 1959)  je norská fotografka žijící v Nevlunghavnu.

## Životopis
Jackbo pracovala částečně jako fotografka na volné noze, částečně jako novinářská fotografka pro redakci Dagbladet. Má za sebou řadu samostatných výstav. Jackbo je spojena s obrazovou agenturou Samfoto.
V roce 1999 stála za projektem Barns øyne (Dětské oči), kde norští školáci dostali 2000 jednorázových fotoaparátů, aby dokumentovali svůj každodenní život před přelomem tisíciletí. Projekt podpořily Kodak, Dagbladet, Norská kulturní rada a další. Výsledkem byla jak kniha, tak putovní výstava.

## Výstavy
- 1994 "Vietnam - cesta", Tegneforbundet Gallery, Oslo.
- 1997 „Do Paříže“, Francouzské kulturní centrum, Oslo
- 1997 Galerie Carrousel du Louvre, Paříž
- 1998 Fotogalerie, Vídeň

## Ceny a ocenění
- 1986 3. cena, Sport. Fotografie roku novinářských fotografů.
- 1989 4. cena, Fotografie roku novinářských fotografů.
- 1997 2. cena, Lidské bytosti. Fotografie roku novinářských fotografů.
- 1997 1. cena. Fotografie roku novinářských fotografů.